# Arnulfo Briceño
Arnulfo Briceño Contreras (Corregimiento de Villa Sucre, Arboledas, Norte de Santander, 26 de junio de 1938-Tame, Arauca, 12 de junio de 1989) fue un letrista, compositor, cantante, director de coros, abogado y pedagogo colombiano. 
A pesar de haber nacido en la Región Andina, se destacó como un gran exponente de la música llanera.

## Biografía
Hijo del carpintero, Pedro José Briceño y su esposa Isolina Contreras, nació en Villa Sucre (Norte de Santander) el 26 de junio de 1938.
Tuvo su primer acercamiento a la música siendo un niño, mientras observaba a un hombre tocar guitarra por monedas; ganó su primera guitarra en un concurso musical organizado por la emisora "La Voz del Norte" de su tierra natal. En 1946 interpretó una canción en la escuela con motivo del día de la madre “Luz de Mi Vida”.
Más adelante, a la edad de 12 años (1950), conoció al acordeonista Alfredo Gutiérrez, con el cual formó inmediatamente el grupo “Los pequeños Vallenatos” junto con Ernesto Hernández, Víctor Gutiérrez, Gustavo Amaya y Adonai Díaz. Empezaron a presentarse en la localidad y luego fueron llevados a Venezuela a presentarse en  colegios en el estado del Zulia, donde pagaban diez centavos de Bolívar por verlos interpretar dos o tres piezas. Pronto estaban presentándose en teatros y emisoras radiales.
Cuando aun cursaba segundo año de Bachillerato, se unió nuevamente a Alfredo Gutiérrez y otros cinco intérpretes para formar una agrupación musical con la que estuvieron de gira, presentándose en emisoras radiales y canales de televisión. Sus primeras dos ciudades fueron Bucaramanga y Bogotá, luego fueron a Venezuela, esta vez presentándose en Caracas en Televisa y Canal 4, así mismo, recorrieron Ecuador. En Guayaquil grabaron un disco sencillo con ONIX, “El Desengaño” del Maestro Briceño y “El Cóndor“ de José Barros.
En 1966, siendo integrante de la agrupación Los Vlamers de Marco Rayo, grabó en México “Quinceañera”, por el cual le fue otorgado el Trébol de Oro. Con esta agrupación permaneció en el país azteca por cerca de seis años.
Realizó sus estudios profesionales en la Universidad Libre de Bogotá siguiendo la carrera de Derecho. Culminó su carrera en 1973, con su tesis de grado titulada “Los derechos del artista en Colombia” en la cual expuso una problemática nacional y estableció los parámetros legales de defensa al artista, se dedicó por entero al servicio de los artistas, en una dura batalla contra los robos de derecho de autor, el escamoteo en las regalías y el asalto a  la labor honrada. Paralelamente, el maestro continuó con su carrera musical, dirigiendo coros, componiendo canciones, realizando giras internacionales y nacionales y ganándose el cariño del público colombiano.
Posteriormente, Arnulfo Briceño estudió, simultáneamente con sus tres hijos mayores, Licenciatura en Pedagogía musical en la Universidad Pedagógica Nacional de Bogotá, de donde se graduó en 1981. Arnulfo Briceño fue un estudiante incansable, también estudió francés, ruso, inglés y latín.
En su vida como músico recorrió países como Venezuela, Perú, Bolivia, Ecuador, Puerto Rico, Costa Rica, República Dominicana, España, México, Estados Unidos, Francia, Polonia, Alemania, Unión Soviética y Cuba, donde participó en el Festival de la Nueva Trova. 
Como cantante y actor, fue parte del elenco de la telenovela Hato Canaguay y de las películas Canaguaro y Fuga.
Dirigió una gran cantidad de coros, entre los cuales se encuentran: Texas Petroleum Company, Aseguradora Grancolombiana, Procuraduría General de la Nación, Icetex, Inscredial, Empresa de Teléfonos de Bogotá, Universidad Pedagógica Nacional y la coral Arnulfo Briceño, con el cual solo estuvo seis meses antes de morir.

## Obras
Entre sus composiciones más destacadas se encuentran: «Ay mi llanura» (adoptado como Himno del Departamento del Meta (Colombia) en 1979) «Hato Canaguay»., «Canta llano», «Amo», «Quinceañera», «A quién engañas abuelo», la Misa en Sol Mayor (la cual fue encargada e interpretada para la Visita del papa Juan Pablo II a Colombia, el 2 de julio de 1986, donde reunió 37 coros de Bogotá, los cuales sumaban casi 600 voces), "Adiós a mi llano", «señora de los llanos», "Llanerita", "Alma americana", "Remanso", "Lágrimas", "Amo", "A tus pies descalzos", "Un hombre", "Linda colegiala", "Qué más quieren los señores", "Flor María" (vetada en 1972 por el gobierno de Misael Pastrana), "La toma de Páez", "Siempre" y "Cúcuta" entre otras. 
Compuso y arregló varios himnos como "Ay mi llanura", de la Contraloría Distrital, del Instituto Nacional de los Recursos Naturales Renovables y del Ambiente (Inderena), un himno a Bogotá en sus 450 años, de la Empresa de Teléfonos de Bogotá y un Himno de la Guajira, encargo de la administración del Departamento de la Guajira, el cual quedó solo en registro.Reconocimientos

## Reconocimientos
Entre los muchos reconocimientos que recibió se encuentran: “Centauro de Oro” otorgado por la Alcaldía Mayor de Cúcuta, la orden de “Benjamín Herrera” concedido por la Universidad Libre, “Honor al mérito artístico” de la Universidad Pedagógica Nacional, “Trébol de Oro” por Musart (México), Premio El Tiempo al “Mejor compositor Colombiano” en 1979, y un tributo a su obra, Concert Hall, Nueva York el 31 de enero de 1986, entre muchos otros.

## Muerte
Pereció en un accidente aéreo el 11 de junio de 1989, cuando el avión de Aerotaca HK 24-86 en que viajaba con otros 5 ocupantes se estrelló en la vereda Caribabare contra un cerro a 25 kilómetros enTame, (Arauca). Había sido llamado a interpretar el himno de Tame, Arauca, en conmemoración de los 170 años de la campaña Libertadora, antes de su fallecimiento el compositor cumpliría dos semanas después sus 51 años de vida.

## Homenajes
En 1988, un año antes de su muerte fue homenajeado en el Teatro Colsubsidio por la República de Colombia.Varios Colegios y Polideportivos en varios municipios del país llevan su nombre. En Cúcuta se erigió un monumento en su honor.